# Maldivas nos Jogos Olímpicos de Verão de 2000
As Maldivas participaram dos Jogos Olímpicos de Verão de 2000 em Sydney, Austrália.